# Mago II
Mago II of Magon II, Fenicisch mgn "weldoener", uit de dynastie der Magoniden was van 396 v.Chr. tot 375 v.Chr. suffeet van Carthago.
Hij volgde Himilco op, die op Sicilië was omgekomen in de strijd van Carthago tegen de Grieken. 
Mago kwam met tienduizenden soldaten naar Sicilië om tiran Dionysios I van Syracuse te bestrijden, die sinds 397 v.Chr. met Carthago in oorlog was. In de Slag bij Cabala behaalde Dionysios een klinkende overwinning op de Carthagers waarbij tienduizend Carthaagse soldaten om het leven kwamen en nog vijfduizend krijgsgevangene werden gemaakt. De rest van het leger trok zich terug op een gefortificeerde heuvel, waar Mago uiteindelijk om het leven kwam.
Mago II werd opgevolgd door zijn jonge zoon Mago III, die Dionysios uiteindelijk wist te verslaan in de Slag bij Cronium.